# Ravishing - The Best Of Bonnie Tyler (2CD)
Bonnie Tyler egyik 2009-ben megjelent válogatásalbuma a Sony Music és a Camden Deluxe kiadó koprodukciójában. A kétlemezes kiadványon a nyolcvanas években, a Sony Music kiadónál megjelent dalait válogatták össze. A brit kiadás díszdobozban, míg az európai és afrikai kiadás standard, dupla lemezes tokban került kiadásra.

## A kiadványról
A Sony Music és a Camden Deluxe 2009-es vadonatúj lemezsorozatot hozott létre The Best Of címmel, melyben a legnagyobb világsztárok dalaiból készítettek egy vagy két lemezre való zenei hanganyagot. Bonnie Tyler Ravishing – The Best Of című kétlemezes válogatásalbuma az egyik legelső a sorban. A dalokat nem csak Bonnie esetében válogatták össze gondosan, hanem például Meat Loaf, Fleetwood Mac, Nina Simone kiadások is megjelentek. Tyler esetében a nyolcvanas években megjelent egymást követő három nagylemezének összes dalát , valamint a Here She Comes és a Dieter Bohlen féle Bitterblue című slágerek kerültek fel, így gyakorlatilag a 80-as évekbeli összes saját nagylemezén megjelent dala, összesen 30.
Eredeti album verziók hallhatók a Total Eclipse of the Heart című slágerének kivételével, az ugyanis rádió verzióban került fel. Az első borító kissé becsapós, mert egy 1977-es fekete-fehér képen ábrázolja az énekesnőt, de a hátsó borítón már egy 1984-es szintén fekete-fehér kép jelzi, hogy bizony, a lemezeken a fénykorából való dalok hallhatók. A kiadvány belsejében egy kétoldalas karrierbeszámoló olvasható, amely leginkább a Faster than the Speed of Night című lemezről, Bonnie legsikeresebb albumáról szól.

## Dalok
| CD #1 | Dalcím                                                | Zeneszerző           | Producer        | Hossz |
| ----- | ----------------------------------------------------- | -------------------- | --------------- | ----- |
| 1     | Total Eclipse of the Heart                            | Jim Steinman         | Jim Steinman    | 4:25  |
| 2     | Have You Ever Seen the Rain?                          | J. Fogerty           | Jim Steinman    | 4:07  |
| 3     | Here She Comes                                        | Giorgio Moroder      | Giorgio Moroder | 3:25  |
| 4     | If You Were a Woman                                   | Desmond Child        | Jim Steinman    | 5:15  |
| 5     | Loving You’s a Dirty Job (But Somebody’s Gotta Do It) | Jim Steinman         | Jim Steinman    | 7:49  |
| 6     | Take Me Back                                          | Billy Cross          | Jim Steinman    | 5:35  |
| 7     | Rebel Without A Clue                                  | Jim Steinman         | Jim Steinman    | 8:35  |
| 8     | Faster Than The Speed Of Night                        | Jim Steinman         | Jim Steinman    | 6:40  |
| 9     | Holding Out for a Hero                                | Jim Steinman         | Jim Steinman    | 5:50  |
| 10    | Getting So Excited                                    | Alan Gruner          | Jim Steinman    | 3:25  |
| 11    | It's A Jungle Out There                               | Pilger/Polen/Molonay | Jim Steinman    | 4:33  |
| 12    | Going Through The Motion                              | Ian Hunter           | Jim Steinman    | 4:05  |
| 13    | Tears (feat. Frankie Miller)                          | Frankie Miller       | Jim Steinman    | 3:57  |
| 14    | Straight From The Heart                               | Bryan Adams          | Jim Steinman    | 3:38  |
| 15    | No Way To Treat A Lady                                | Bryan Adams          | Jim Steinman    | 5:25  |

| CD #2 | Dalcím                          | Zeneszerző                   | Producer      | Hossz |
| ----- | ------------------------------- | ---------------------------- | ------------- | ----- |
| 1     | Ravishing                       | Jim Steinman                 | Jim Steinman  | 6:25  |
| 2     | Band Of Gold                    | Dunbar/Wayne                 | Jim Steinman  | 5:50  |
| 3     | Lovers Again                    | Desmond Child                | Jim Steinman  | 4:35  |
| 4     | Before This Night Is Through    | B. Cantarelli                | Jim Steinman  | 5:21  |
| 5     | Notes From America              | Desmond Child                | Desmond Child | 4:59  |
| 6     | Hide Your Heart                 | Desmond Child                | Desmond Child | 4:25  |
| 7     | Don't Turn Around               | Dianne Warren                | Desmond Child | 4:18  |
| 8     | Save Up All Your Tears          | Diane Warren / Desmond Child | Desmond Child | 4:10  |
| 9     | To Love Somebody                | R. Gibb, B. Gibb, M. Gibb    | Desmond Child | 5:50  |
| 10    | Take Another Look At Your Heart | Desmond Child                | Desmond Child | 3:52  |
| 11    | The Best                        | Holly Knight                 | Desmond Child | 4:20  |
| 12    | Shy With You                    | Robbie Seidmann              | Desmond Child | 4:19  |
| 13    | Streets Of Little Italy         | Robbie Seidmann              | Desmond Child | 4:37  |
| 14    | Turtle Blues                    | Janis Joplin                 | Desmond Child | 4:11  |
| 15    | Bitterblue                      | Dieter Bohlen                | Dieter Bohlen | 3:49  |